# Стасевич Валерій Петрович
Стасевич Валерій Петрович (нар. 1946) — український диригент, професор кафедри академічного співу Донецької державної музичної академії ім. С. С. Прокоф'єва, кандидат філософських наук, заслужений діяч мистецтв України, лауреат премії ім. М. К. Садовського Національної спілки театральних діячів України.
Працював у Міністерстві культури і туризму України — виконувач обов'язків першого заступника Міністра культури і туризму.

## З творчої біографії
У 2004 р. захистив кандидатську дисертацію як аксіологічний феномен буття (соціально-філософський аналіз природи та ієрархії культури)".[недоступне посилання з липня 2019]